# Championnat de Serbie de football 2016-2017
Navigation
Édition précédente Édition suivante
| \| Bačka Borac Étoile rouge Čukarički Javor Metalac Mladost Napredak Novi Pazar Partizan Rad Radnički Niš Radnik Spartak Vojvodina Voždovac \| Localisation des clubs engagés dans le championnat. |
| Bačka Borac Étoile rouge Čukarički Javor Metalac Mladost Napredak Novi Pazar Partizan Rad Radnički Niš Radnik Spartak Vojvodina Voždovac                                                           |

La saison 2016-2017 du championnat de Serbie de football est la 11e édition du championnat de Serbie de football. Elle oppose cette saison seize clubs en deux séries de trente et sept rencontres, disputées pour la première selon le système aller-retour où les différentes équipes s'affrontent une fois par phase et pour la seconde en matches simples, chaque équipe affrontant une seule fois les autres clubs présents dans son groupe.
Lors de cette saison, l'Étoile rouge de Belgrade défend son titre face à quinze autres équipes dont deux promus de deuxième division.
Trois places qualificatives pour les compétitions européennes sont attribuées par le biais du championnat (1 place au deuxième tour de qualification de la Ligue des champions et 2 au premier tour de qualification de la Ligue Europa). L'autre place européenne est attribuée au vainqueur de la coupe nationale, qui est qualificative au premier tour de qualification de la Ligue Europa. Les deux derniers du championnat sont relégués en deuxième division et sont remplacés par les deux promus de cette même division pour l'édition suivante.

## Équipes

### Participants
Un total de seize équipes participent au championnat, quatorze d'entre elles étant déjà présentes la saison précédente, auxquelles s'ajoutent deux promus de deuxième division que sont Napredak et Bačka Palanka qui remplacent les relégués OFK Belgrade et Jagodina.
La ville de Belgrade est de loin la plus représentée avec cinq clubs participants, soit un peu moins du tiers du total : l'Étoile rouge de Belgrade, Čukarički, Partizan Belgrade, Rad et Voždovac.
Parmi ces clubs, trois d'entre eux n'ont jamais été relégués depuis la fondation de la SuperLiga en 2006 : l'Étoile rouge de Belgrade, Partizan Belgrade et Vojvodina.
Légende des couleurs
- Deuxième tour de qualification de la Ligue des champions 2016-2017
- Deuxième tour de qualification de la Ligue Europa 2016-2017
- Premier tour de qualification de la Ligue Europa 2016-2017
- Promus de Prva Liga

| Club                     | Se maintient depuis | Classement 2015-2016 | Entraîneur         | Depuis | Stade                       | Capacité théorique | Ville            |
| ------------------------ | ------------------- | -------------------- | ------------------ | ------ | --------------------------- | ------------------ | ---------------- |
| Étoile rouge de Belgrade | 2006                | 1er                  | Miodrag Božović    | 2015   | Stadion Rajko Mitić         | 55 538             | Belgrade         |
| Partizan Belgrade        | 2006                | 2e                   | Marko Nikolić      | 2016   | Stadion Partizana           | 32 710             | Belgrade         |
| Čukarički                | 2013                | 3e                   | Nenad Lalatović    | 2016   | Stadion na Banovom Brdu     | 7 000              | Belgrade         |
| Vojvodina                | 2006                | 4e                   | Dragan Ivanović    | 2016   | Stadion Karađorđe           | 15 000             | Novi Sad         |
| Radnički Niš             | 2012                | 5e                   | Milan Rastavac     | 2015   | Gradski Stadion Čair        | 18 151             | Niš              |
| Borac Čačak              | 2014                | 6e                   | Mladen Dodić       | 2016   | Gradski Stadion Čačak       | 8 000              | Čačak            |
| Voždovac                 | 2013                | 7e                   | Ilija Stolica      | 2016   | Stadion FK Voždovac         | 5 174              | Belgrade         |
| Radnik Surdulica         | 2015                | 8e                   | Bratislav Živković | 2017   | Stadion FK Radnik           | 3 312              | Surdulica        |
| Mladost Lučani           | 2014                | 9e                   | Nenad Milovanović  | 2014   | Stadion Mladost (Lučani)    | 8 000              | Lučani           |
| Spartak Subotica         | 2009                | 10e                  | Andreï Tchernychov | 2015   | Gradski Stadion Subotica    | 13 000             | Subotica         |
| Metalac                  | 2015                | 11e                  | Nenad Vanić        | 2015   | Stadion Metalac             | 4 600              | Gornji Milanovac |
| Rad                      | 2008                | 12e                  | Nebojša Petrović   | 2016   | Stadion Kralj Petar Prvi    | 6 000              | Belgrade         |
| Javor                    | 2015                | 13e                  | Srđan Blagojević   | 2016   | Stadion kraj Moravice       | 3 000              | Ivanjica         |
| Novi Pazar               | 2011                | 14e                  | Nebojša Vučićević  | 2017   | Gradski Stadion Novi Pazar  | 12 000             | Novi Pazar       |
| Napredak                 | 2016                | 1er (PL)             | Vuk Rašović        | 2017   | Stadion Mladost (Kruševac)  | 10 331             | Kruševac         |
| Bačka Palanka            | 2016                | 2e (PL)              | Zoran Govedarica   | 2017   | Stadion Slavko Maletin Vava | 5 500              | Bačka Palanka    |

## Première phase

### Classement
Les équipes sont classées selon leur nombre de points, lesquels sont répartis comme suite : trois points pour une victoire, un point pour un match nul et zéro point pour une défaite. Pour départager les égalités, les critères suivants sont utilisés :
1. Différence de buts générale
2. Nombre de buts marqués

Si ces critères ne permettent pas de départager les équipes à égalité, celles-ci occupent donc la même place au classement officiel. Si deux équipes sont à égalité parfaite au terme du championnat, les critères suivants sont utilisés :
1. Points particuliers
2. Différence de buts particulière
3. Différence de buts générale
4. Nombre de buts marqués
5. Classement du fair-play

Si deux équipes sont à égalité parfaite au terme de la phase préliminaire, il y a lieu de procéder au tirage au sort.
| Rang | Équipe                     | Pts | J  | G  | N | P  | Bp | Bc | Diff |
| ---- | -------------------------- | --- | -- | -- | - | -- | -- | -- | ---- |
| 1    | Étoile rouge de Belgrade T | 79  | 30 | 25 | 4 | 1  | 75 | 25 | +50  |
| 2    | Partizan Belgrade          | 73  | 30 | 23 | 4 | 3  | 59 | 17 | +42  |
| 3    | Vojvodina                  | 59  | 30 | 18 | 5 | 7  | 51 | 26 | +25  |
| 4    | Napredak P                 | 52  | 30 | 15 | 7 | 8  | 35 | 23 | +12  |
| 5    | Mladost Lučani             | 48  | 30 | 14 | 6 | 10 | 35 | 29 | +6   |
| 6    | Radnički Niš               | 44  | 30 | 12 | 8 | 10 | 37 | 36 | +1   |
| 7    | Voždovac                   | 43  | 30 | 13 | 4 | 13 | 35 | 38 | -3   |
| 8    | Javor                      | 42  | 30 | 11 | 9 | 10 | 32 | 37 | -5   |
| 9    | Čukarički                  | 40  | 30 | 11 | 7 | 12 | 40 | 42 | -2   |
| 10   | Spartak Subotica           | 38  | 30 | 10 | 8 | 12 | 38 | 47 | -9   |
| 11   | Rad                        | 35  | 30 | 9  | 8 | 13 | 26 | 37 | -11  |
| 12   | Bačka Palanka P            | 27  | 30 | 8  | 3 | 19 | 17 | 37 | -20  |
| 13   | Metalac                    | 27  | 30 | 6  | 9 | 15 | 20 | 34 | -14  |
| 14   | Radnik Surdulica           | 25  | 30 | 6  | 7 | 17 | 24 | 42 | -18  |
| 15   | Novi Pazar                 | 20  | 30 | 5  | 5 | 20 | 22 | 53 | -31  |
| 16   | Borac Čačak                | 18  | 30 | 4  | 6 | 20 | 22 | 45 | -23  |

Légende
- Qualifiés pour les play-offs
- Qualifiés pour les play-outs

Abréviations
- T : Tenant du titre
- C : Vainqueur de la Coupe de Serbie
- P : Promus de Prva Liga

Source : Classement officiel sur le site de la Super Liga.

### Tableau des rencontres
| Résultats (▼dom., ►ext.)                                   | BAČ | BOR | ČUK | ERB | JAV | MET | MLA | NAP | NPZ | PAR | RAD | RDS | RDN | SPA | VOJ | VOŽ |
| Bačka Palanka                                              |     | 1-0 | 3-1 | 0-3 | 0-1 | 1-0 | 1-0 | 1-3 | 1-0 | 0-0 | 2-0 | 0-2 | 1-2 | 1-3 | 0-1 | 2-1 |
| Borac Čačak                                                | 1-0 |     | 2-3 | 0-1 | 1-1 | 1-2 | 0-1 | 0-1 | 2-1 | 0-2 | 0-1 | 1-0 | 0-0 | 3-3 | 0-1 | 1-2 |
| Čukarički                                                  | 1-0 | 1-1 |     | 3-4 | 2-1 | 2-1 | 1-1 | 1-0 | 2-0 | 1-3 | 1-1 | 0-0 | 4-1 | 2-4 | 1-3 | 2-1 |
| Étoile rouge                                               | 2-0 | 2-0 | 3-1 |     | 3-0 | 3-1 | 2-2 | 2-2 | 2-0 | 1-1 | 2-1 | 5-0 | 2-1 | 2-1 | 4-1 | 3-0 |
| Javor                                                      | 2-0 | 2-0 | 0-0 | 2-4 |     | 1-0 | 1-1 | 1-0 | 1-1 | 0-2 | 1-1 | 1-0 | 2-0 | 2-3 | 2-1 | 0-1 |
| Metalac                                                    | 0-1 | 1-0 | 0-3 | 1-2 | 1-1 |     | 2-0 | 2-0 | 0-0 | 0-1 | 1-2 | 3-1 | 1-2 | 0-0 | 0-3 | 0-2 |
| Mladost Lučani                                             | 1-0 | 3-0 | 2-0 | 2-4 | 1-0 | 1-1 |     | 1-0 | 0-1 | 0-2 | 2-1 | 2-0 | 1-0 | 4-1 | 2-0 | 0-1 |
| Napredak                                                   | 2-0 | 3-1 | 2-1 | 0-1 | 3-1 | 1-0 | 0-0 |     | 3-0 | 2-1 | 2-0 | 2-1 | 1-2 | 1-0 | 0-0 | 0-0 |
| Novi Pazar                                                 | 1-1 | 0-2 | 1-0 | 1-4 | 1-2 | 0-0 | 1-2 | 0-1 |     | 1-3 | 0-2 | 1-0 | 1-0 | 2-4 | 1-2 | 0-1 |
| Partizan Belgrade                                          | 1-0 | 2-1 | 1-0 | 1-0 | 2-0 | 3-0 | 3-1 | 3-2 | 4-0 |     | 4-0 | 2-0 | 1-1 | 2-0 | 1-3 | 4-0 |
| Rad                                                        | 2-1 | 2-0 | 1-1 | 0-4 | 1-1 | 1-1 | 1-2 | 0-1 | 2-0 | 0-1 |     | 1-0 | 1-1 | 2-0 | 0-0 | 0-2 |
| Radnik Surdulica                                           | 1-0 | 1-1 | 1-1 | 1-2 | 2-2 | 0-1 | 1-1 | 0-1 | 3-1 | 1-3 | 1-0 |     | 1-2 | 2-1 | 0-0 | 3-1 |
| Radnički Niš                                               | 1-0 | 3-3 | 2-1 | 0-3 | 0-1 | 1-1 | 2-0 | 1-1 | 2-2 | 0-2 | 3-0 | 1-0 |     | 0-1 | 1-0 | 2-0 |
| Spartak Subotica                                           | 0-0 | 1-0 | 0-1 | 1-1 | 1-1 | 0-0 | 1-0 | 1-1 | 2-5 | 2-1 | 0-1 | 1-1 | 3-1 |     | 1-4 | 0-2 |
| Vojvodina                                                  | 1-0 | 2-1 | 2-0 | 2-3 | 4-0 | 1-0 | 0-1 | 2-0 | 3-0 | 0-0 | 3-2 | 2-0 | 1-1 | 5-0 |     | 3-1 |
| Voždovac                                                   | 4-0 | 2-0 | 1-3 | 0-1 | 1-2 | 0-0 | 2-1 | 0-0 | 2-0 | 0-3 | 0-0 | 3-0 | 1-4 | 0-3 | 4-1 |     |
| - Victoire à domicile - Match nul - Victoire à l'extérieur |     |     |     |     |     |     |     |     |     |     |     |     |     |     |     |     |

## Seconde phase
Avant le début de cette seconde phase, les points de chaque équipe obtenus en saison régulière sont divisés par deux et arrondis au supérieur.
Les équipes sont classées selon leur nombre de points, lesquels sont répartis comme suite : trois points pour une victoire, un point pour un match nul et zéro point pour une défaite. Pour départager les égalités, les critères suivants sont utilisés :
1. Points lors de la phase préliminaire
2. Points particuliers lors de la phase préliminaire
3. Différence de buts particulière lors de la phase préliminaire
4. Différence de buts générale
5. Nombre de buts marqués
6. Classement du fair-play

Si deux équipes sont à égalité parfaite au terme du championnat et que le titre de champion, la qualification à une compétition européenne ou la relégation sont en jeu, les deux équipes doivent se départager au cours d'un match éliminatoire disputé sur terrain neutre. Si le match se termine par une égalité à la fin du temps réglementaire, 2 périodes de 15 minutes sont jouées. Dans le cas d'une autre égalité, une séance de penalties sera organisée.

### Barrages de championnat

#### Classement
le Partizan Belgrade ayant aussi gagné la Coupe de Serbie, la place qualificative liée à celle-ci revient au quatrième classé au second tour.
| Rang | Équipe                     | Pts | J  | G  | N  | P  | Bp | Bc | Diff |
| ---- | -------------------------- | --- | -- | -- | -- | -- | -- | -- | ---- |
| 1    | Partizan Belgrade          | 58* | 37 | 30 | 4  | 3  | 78 | 22 | +56  |
| 2    | Étoile rouge de Belgrade T | 55* | 37 | 30 | 4  | 3  | 93 | 33 | +60  |
| 3    | Vojvodina                  | 43* | 37 | 22 | 6  | 9  | 58 | 31 | +27  |
| 4    | Mladost Lučani             | 36  | 37 | 18 | 6  | 13 | 46 | 44 | +2   |
| 5    | Radnički Niš               | 32  | 37 | 15 | 9  | 13 | 47 | 46 | +1   |
| 6    | Napredak P                 | 30  | 37 | 16 | 8  | 13 | 44 | 36 | +8   |
| 7    | Voždovac                   | 27* | 37 | 14 | 6  | 17 | 41 | 51 | -10  |
| 8    | Javor                      | 22  | 37 | 11 | 10 | 16 | 34 | 50 | -16  |

Qualifications européennes
Ligue des champions 2017-2018
Ligue Europa 2017-2018
Abréviations
- T : Tenant du titre
- C : Vainqueur de la Coupe de Serbie
- P : Promus de Prva Liga

Source : Classement officiel sur le site de la Super Liga.

#### Tableau des rencontres
| Résultats (▼dom., ►ext.)                                   | ERB | PAR | VOJ | NAP | MLA | RAD | VOZ | JAV |
| Étoile rouge de Belgrade                                   |     | 1-3 | 2-0 |     | 4-1 | 4-0 |     |     |
| Partizan Belgrade                                          |     |     | 1-0 | 3-1 | 5-0 |     | 2-1 |     |
| Vojvodina                                                  |     |     |     | 2-1 | 2-1 | 0-0 |     | 1-0 |
| Napredak                                                   | 1-2 |     |     |     |     | 0-2 | 1-1 | 3-0 |
| Mladost Lučani                                             |     |     |     | 3-2 |     | 3-2 | 2-0 |     |
| Radnički Niš                                               |     | 1-3 |     |     |     |     | 3-0 | 2-0 |
| Voždovac                                                   | 3-2 |     | 0-2 |     |     |     |     | 1-1 |
| Javor                                                      | 0-3 | 1-2 |     |     | 0-1 |     |     |     |
| - Victoire à domicile - Match nul - Victoire à l'extérieur |     |     |     |     |     |     |     |     |

### Barrages de relégation

#### Classement
| Rang | Équipe           | Pts | J  | G  | N  | P  | Bp | Bc | Diff |
| ---- | ---------------- | --- | -- | -- | -- | -- | -- | -- | ---- |
| 1    | Čukarički        | 32  | 37 | 15 | 7  | 15 | 54 | 49 | +5   |
| 2    | Spartak Subotica | 32  | 37 | 14 | 9  | 14 | 47 | 55 | -8   |
| 3    | Radnik Surdulica | 25* | 37 | 9  | 10 | 18 | 35 | 48 | -13  |
| 4    | Rad              | 25* | 37 | 11 | 9  | 17 | 29 | 45 | -16  |
| 5    | Bačka Palanka P  | 23* | 37 | 11 | 3  | 23 | 27 | 46 | -19  |
| 6    | Borac Čačak      | 22  | 37 | 8  | 7  | 22 | 29 | 51 | -22  |
| 7    | Metalac          | 21* | 37 | 8  | 10 | 19 | 27 | 43 | -16  |
| 8    | Novi Pazar       | 17  | 37 | 7  | 6  | 24 | 29 | 68 | -39  |

Relégation
Abréviations
Source : Classement officiel sur le site de la Super Liga.

#### Tableau des rencontres
| Résultats (▼dom., ►ext.)                                   | CUK | SUB | RAD | BAC | MET | SUR | NOV | BOR |
| Čukarički                                                  |     | 1-2 | 0-1 |     | 2-0 | 1-2 |     |     |
| Spartak Subotica                                           |     |     | 0-0 | 2-1 | 3-1 |     | 2-1 |     |
| Rad                                                        |     |     |     | 0-1 | 1-0 | 0-2 |     | 1-2 |
| Bačka Palanka                                              | 2-4 |     |     |     |     | 1-0 | 4-0 | 0-1 |
| Metalac                                                    |     |     |     | 2-1 |     | 1-1 | 3-0 |     |
| Radnik Surdulica                                           |     | 3-0 |     |     |     |     | 1-1 | 2-2 |
| Novi Pazar                                                 | 0-5 |     | 3-0 |     |     |     |     | 2-0 |
| Borac Čačak                                                | 0-1 | 1-0 |     |     | 1-0 |     |     |     |
| - Victoire à domicile - Match nul - Victoire à l'extérieur |     |     |     |     |     |     |     |     |

## Statistiques

### Meilleurs buteurs
| Rang | Joueur               | Club                     | Buts |
| ---- | -------------------- | ------------------------ | ---- |
| 1    | Leonardo             | Partizan Belgrade        | 12   |
| 2    | Jovan Stojanović     | Voždovac                 | 10   |
| 2    | Darko Bjedov         | Javor                    | 10   |
| 2    | Milan Bojović        | Mladost Lučani           | 10   |
| 2    | Uroš Đurđević        | Partizan Belgrade        | 10   |
| 6    | Filip Malbašić       | Vojvodina                | 9    |
| 6    | Ognjen Mudrinski     | Spartak Subotica         | 9    |
| 8    | Marko Mrkić          | Radnički Niš             | 8    |
| 8    | Aleksandar Paločević | Vojvodina                | 8    |
| 10   | Hugo Filipe Vieira   | Étoile rouge de Belgrade | 7    |

### Récompenses mensuelles
Le tableau suivant récapitule les différents vainqueurs du titre honorifique de joueur du mois qui est élu par les plus grands journaux sportifs de Serbie.
| Mois      | Joueur du mois       | Joueur du mois           |
| Mois      | Joueur               | Club                     |
| --------- | -------------------- | ------------------------ |
| Août      | Aleksandar Paločević | Vojvodina                |
| Septembre | Leonardo             | Partizan Belgrade        |
| Octobre   | Predrag Sikimić      | Étoile rouge de Belgrade |
| Novembre  | Uroš Đurđević        | Partizan Belgrade        |
| Mars      |                      |                          |
| Avril     |                      |                          |